# Le cento pianure dello spirito
Le cento pianure dello spirito (in persiano صد میدان‎, Sad Maydan) è un trattato di argomento religioso attribuito al maestro Sufi Ansari di Herat. È una delle pietre miliari della scuola giuridica islamica hanbalita, nota per essere fortemente tradizionalista e per essersi opposta in maniera feroce agli influssi della filosofia greca.
(Abd Allah Ansari di Herat, "le cento pianure dello spirito", Pianura CI.)

## Struttura
Il libro è diviso in 101 capitoli, ciascuno perfettamente diviso in parti simmetriche. Ogni pianura si apre infatti con una breve introduzione, con annessa citazione Coranica. Pone poi una tripartizione del capitolo, seguita da un'ulteriore tripartizione di ciascuna parte.  
Il libro, che parte con la pianura "della Conversione", culmina con la centesima, della "Permanenza in Dio". Certamente a significare un lungo percorso che, partendo da un profondo cambiamento, non può che portare all'obiettivo di ogni sufi: l'autoannientamento (Fana, la 99) per la successiva unione mistica con la divinità.   
Vi è anche un centunesimo capitolo, la pianura "dell'Amore", aggiunta a posteriori da uno studente. L'amore costituisce un elemento che, soprattutto per la concezione sufi, va oltre anche la stessa unione con Dio. I sufi prediligerebbero infatti un'etica meno legale e più sentimentale, essendo l'amore una componente primaria, sebbene subordinata, di Allah.
In questa ultima "pianura", inoltre, viene stesa un'ode in memoria del maestro. Fatto che conferma la posteriorità.
| Numero | Pianura                   | Traduzione |         |                 |            |         |                       |          |        |                    |           |
| ------ | ------------------------- | ---------- | ------- | --------------- | ---------- | ------- | --------------------- | -------- | ------ | ------------------ | --------- |
|        | Prologo                   |            | XXXI    | Povertà         | Faqr       | LXII    | Grazia                | Fotuh    | XCIII  | Svelamento         | Mokashafe |
| I      | della Conversione         | Towbe      | XXXII   | Umiltà          | Tavazo'    | LXIII   | Raccoglimento         | Jam'     | XCIV   | Allegria           | Sorur     |
| II     | della Lealtà              | Morovvat   | XXXIII  | Terrore         | Khowf'     | LXIV    | Emigrazione           | Enqeta'  | XCV    | Intimità           | Ons       |
| III    | del Rivolgersi (a Dio)    | Enabat     | XXXIV   | Sgomento        | Vajaf      | LXV     | Sincerità             | Sedq     | XCVI   | Sbigottimento      | Dahshat   |
| IV     | della Spirituale Gioventù | Fotovvat   | XXXV    | Spavento        | Rahbat     | LXVI    | Purezza               | Safavat  | XCVII  | Contemplazione     | Moshahade |
| V      | della Volontà             | Eradat     | XXXVI   | Trepidazione    | Eshfaq     | LXVII   | Imbarazzo             | Haya     | XCVIII | Visione Diretta    | Mo'ayane  |
| VI     | dell'Intenzione           | Qasd       | XXXVII  | Umiliazione     | Khoshu'    | LXVIII  | Esilio                | Ghorbat  | XCIX   | Auto-annientamento | Fana      |
| VII    | della Pazienza            | Sabr       | XXXVIII | Remissività     | Tadhallol  | LXIX    | Unità Divina          | Twhid    | C      | Permanenza in Dio  | Baqa      |
| VIII   | della Lotta Spirituale    | Jehad      | XXXIX   | Autoumiliazione | Ekhbat     | LXX     | Isolamento            | Tafrid   | CI     | Amore              | Mahabbat  |
| IX     | della Disciplina          | Riyazat    | XL      | Rifugio         | Liyadh     | LXXI    | Scienza               | 'elm     |        |                    |           |
| X      | della Correzione          | Tahzib     | XLI     | Soggezione      | Heybat     | LXXII   | Visione               | Basar    |        |                    |           |
| XI     | dell'Esame di Coscienza   | Mohasebat  | XLII    | Fuga            | Ferar      | LXXIII  | vera Vita             | Hayat    |        |                    |           |
| XII    | dell'Attenzione           | Yaqzat     | XLIII   | Speranza        | Raja'      | LXXIV   | Saggezza              | Hekmat   |        |                    |           |
| XIII   | dell'Ascesi               | Zohd       | XLIV    | Ricerca         | Talab      | LXXV    | Conoscenza            | Ma'refat |        |                    |           |
| XIV    | della Segregazione        | Tajrid     | XLV     | Desiderio       | Raghbat    | LXXVI   | Onore                 | Karamat  |        |                    |           |
| XV     | della Continenza          | Vara'      | XLVI    | Riunificazione  | Movasalat  | LXXVII  | Verità                | Haqiqat  |        |                    |           |
| XVI    | della Pietà               | Taqvà      | XLVII   | Perseveranza    | Modavamat  | LXXVIII | Santa Amicizia        | Valayat  |        |                    |           |
| XVII   | della Transazione         | Mo'amalat  | XLVIII  | Suggestione     | Khatrat    | LXXIX   | Sottomissione         | Taslim   |        |                    |           |
| XVIII  | della Preoccupazione      | Mobalat    | XLIX    | Ambizione       | Hemmat     | LXXX    | Rassegnazione         | Estelam  |        |                    |           |
| XIX    | della Certezza            | Yaqin      | L       | Osservanza      | Ra'yat     | LXXXI   | Zelo                  | E'tesam  |        |                    |           |
| XX     | della Visione Interiore   | Basirat    | LI      | Tranquillità    | Sakine     | LXXXII  | Solitudine            | Enferad  |        |                    |           |
| XXI    | dell'Autoabbandono        | Tavakkol   | LII     | Quiete          | Toma'ninat | LXXXIII | Segreto               | Serr     |        |                    |           |
| XXII   | del Rifugio in DIo        | Laja'      | LIII    | Vigilanza       | Moraqabat  | LXXXIV  | Ricchezza             | Ghena'   |        |                    |           |
| XXIII  | del Compiacimento         | Reza       | LIV     | Virtuosità      | Ehsan      | LXXXV   | Espansione Spirituale | Bast     |        |                    |           |
| XXIV   | dell'Accettazione         | Movafaqat  | LV      | Regola          | Adab       | LXXXVI  | Distensione           | Enbesat  |        |                    |           |
| XXV    | del Culto SIncero         | Ekhlas     | LVI     | Padronanza      | Tamakkon   | LXXVII  | spirituale Ascolto    | Sama'    |        |                    |           |
| XXVI   | dell'Autoesclusione       | Tabattol   | LVII    | Reverenza       | Hormat     | LXXVIII | Consapevolezza        | Ettela   |        |                    |           |
| XXVII  | della Costanza            | 'Azm       | LVIII   | Gelosia         | Gheyrat    | LXXIX   | Estasi                | Wajd     |        |                    |           |
| XXVIII | della Rettitudine         | Esteqamat  | LIX     | Confidenza      | Theqat     | XC      | Sguardo               | Lahz     |        |                    |           |
| XXIX   | della Meditazione         | tafakkor   | LX      | Auto.oblazione  | Ithar      | XCI     | Istante Estatico      | Vaqt     |        |                    |           |
| XXX    | della Rammemorazione      | Tadhakkor  | LXI     | Affidamento     | Tafvid     | XCII    | Sospiro               | Nafas    |        |                    |           |

## Storia
Parte di una ricchissima letteratura sufi, il Sad Maydan si pone all'interno della trattazione delle cosiddette tariqat, o le vie spirituali tipiche dell'ascetismo musulmano che avrebbero dovuto portare l'adepto della confraternita a entrare in simbiosi con Allah. Ognuna delle pianure costituirebbe infatti una tappa del viaggio del mistico.
Il libro differisce dalla tradizionale forma trattantistica, oltre che per la quasi perfetta simmetria, anche perché non sarebbe il risultato di una rigorosa stesura di informazioni, quanto una raccolta di appunti. I maestri sufi erano infatti soliti porre dei bolli sugli appunti di studenti particolarmente veloci e diligenti e poi usare gli stessi come supporto Mnemonico. Il genere era tuttavia comune un po' a tutto il mondo delle confraternite Sufi, i cui maestri erano soliti studiare per i loro adepti percorsi di natura simile. Ciò per cui differisce l'opera di Ansari è indubbiamente la quantità di tappe, sicché opere simili arrivavano a contare 7, 12 al massimo 40 pianure.

## Edizioni

### In Italiano
- Le cento pianure dello spirito, Ansari di Herat, Carlo Saccone (a cura di), EMP, 2012, EAN: 9788825025651.